# 네레이드 (위성)
네레이드(Nereid)는 해왕성의 두 번째 위성이다. 1949년 5월 1일 제러드 카이퍼에 의해 발견되었다. 그리스 신화에 나오는 바다의 님프인 네레이스의 이름에서 유래하였다. 해왕성의 위성 가운데는 트리톤, 프로테우스에 이어 세 번째로 크기가 크다. 매우 큰 이심률과 경사각을 가진 궤도를 가지고 있다.

## 발견과 명명
네레이드는 1949년 5월 1일에 제러드 카이퍼가 맥도날드 천문대의 82인치 망원경으로 찍은 사진판들에 의해 발견되었다. 그는 이 발견을 보고하면서 이름을 제안하였으며, 최종적으로 그리스/로마 신화의 넵투누스 신의 시중을 드는 바다의 님프인 네레이드로 명명되었다. 네레이드는 보이저 2호가 도착하기 전까지 해왕성 위성의 2번째이자 마지막 위성이었다.

## 궤도와 공전
네레이드는 해왕성의 궤도와 같은 방향으로 돌고, 평균 공전 반경은 5,513,787 km이지만 0.7507의 높은 이심률로 인해 단반경 1,372,000 km 에 장반경은 9,655,000 km 인 타원 궤도를 가진다. 이러한 특이한 궤도를 볼 때 네레이드는 해왕성의 인력에 사로잡힌 소행성이나 카이퍼 대의 물체이거나, 해왕성의 가장 큰 위성인 트리톤이 사로잡힐 때 궤도에 혼란이 생긴 것으로 추정하고 있다.
1991년 위성 광도곡선을 분석한 결과 네레이드의 자전 주기는 약 13.6시간으로 나타났다. 2003년 후기에는 또 다른 자전 주기가 나왔는데 약 11.52±0.14 시간으로 측정되었다. 그러나 이 내용은 아직도 논쟁 중이다. 다른 연구자들은 네레이드의 광도 변화에서 어떤 주기적인 변화도 찾지 못했다.

## 물리적 특성
네레이드는 해왕성의 3번째로 큰 위성이고 평균 반경은 약 170 km이다. 네레이드는 불규칙한 궤도를 도는 위성으로 다소 크며 모양은 알려져 있지 않다.
1987년부터 네레이드에 대한 광학 관측에서 밝기의 큰 변화가 관측되었는데 이는 수 년/수 개월에 걸쳐 일어났지만 며칠 사이에 변화하기도 하였다. 이것은 거리와 위상 변화에 따른 효과를 보정한 후에도 나타났다. 그러나 모든 천문학자들이 이러한 변화를 관측하지는 못했다. 이것은 네레이드에 대한 관측이 매우 불안정하다는 것을 의미한다. 2010년까지도 여기에 대한 신뢰할 수 있는 설명은 없지만, 만약 실제로 밝기가 변화한다면 이는 네레이드의 자전/공전과 관련이 있을 것으로 추정된다. 이 위성의 이심률은 매우 크므로, 세차 운동을 하고 있거나, 불안정한 궤도를 돌고 있을 수 있다. 어느 쪽이건 공전은 불규칙할 것이다.
분광학적으로 네레이드의 조성은 중성이고, 표면에서 얼음 상태의 물이 관측되었다. 네레이드의 스펙트럼은 천왕성의 위성인 타이탄과 움브리엘의 중간쯤에 위치하며, 이는 네레이드의 표면이 물과 얼음 및 기타 중성 스펙트럼을 가지는 물질들로 이루어져 있음을 뜻한다. 이러한 스펙트럼은 태양계 외곽의 센타우루스 소행성군인 폴루스, 키론, 카리클로 같은 다른 소행성들과 구분되는 차이점이며, 네레이드가 포획된 천체가 아니라 해왕성 주변에서 생성되었음을 시사한다.
네레이드와 유사한 스펙트럼을 보이는 할리메데는 충돌로 인해 떨어져 나간 네레이드의 조각으로 추정된다.

## 탐사
네레이드를 탐사한 위성은 보이저 2호 뿐으로, 1989년 4월 20일부터 8월 19일 사이에 네레이드를 방문하였다. 보이저 2호는 네레이드로부터 4,700,000 km의 거리를 통과하였으며, 70 km에서 800 km의 정확도를 가진 위성 사진을 83장 보내왔다.
보이저 2호의 방문 이전에는 지상에서 관측할 수 있는 네레이드의 자체 밝기와 궤도 요소만을 알 수 있었다. 보이저 2호가 보내온 사진은 네레이드의 표면에서 무언가 식별하기에는 부족한 해상도였지만, 네레이드의 크기는 측정할 수 있었다. 또한 표면이 회색이고 해왕성의 다른 작은 위성들에 비해 높은 반사율을 가지는 것이 확인되었다.

## 같이 보기
- 해왕성의 위성